# Amcor

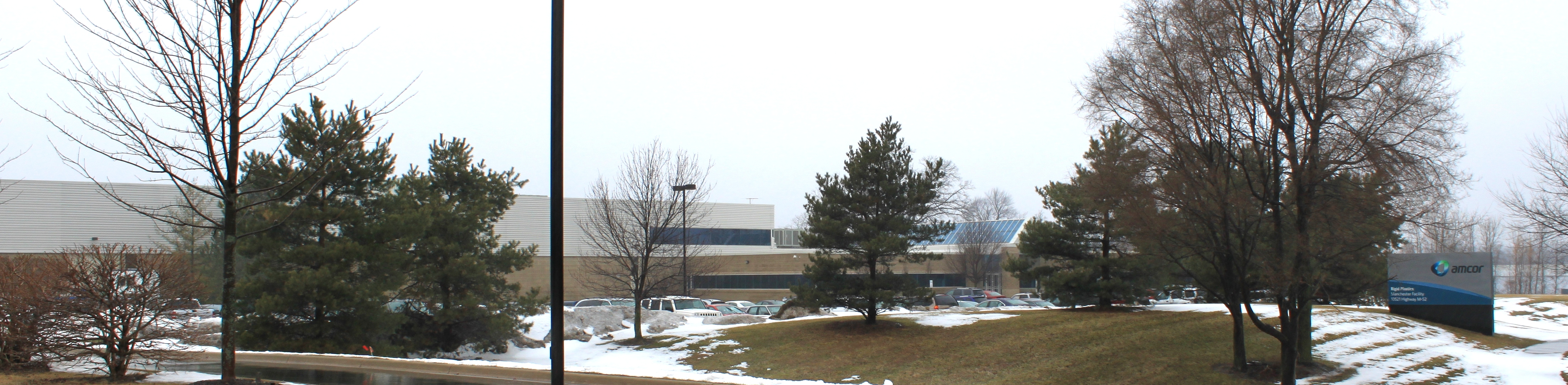
Stabilimento Amcor Rigid Plastics a Manchester, Michigan, Stati Uniti

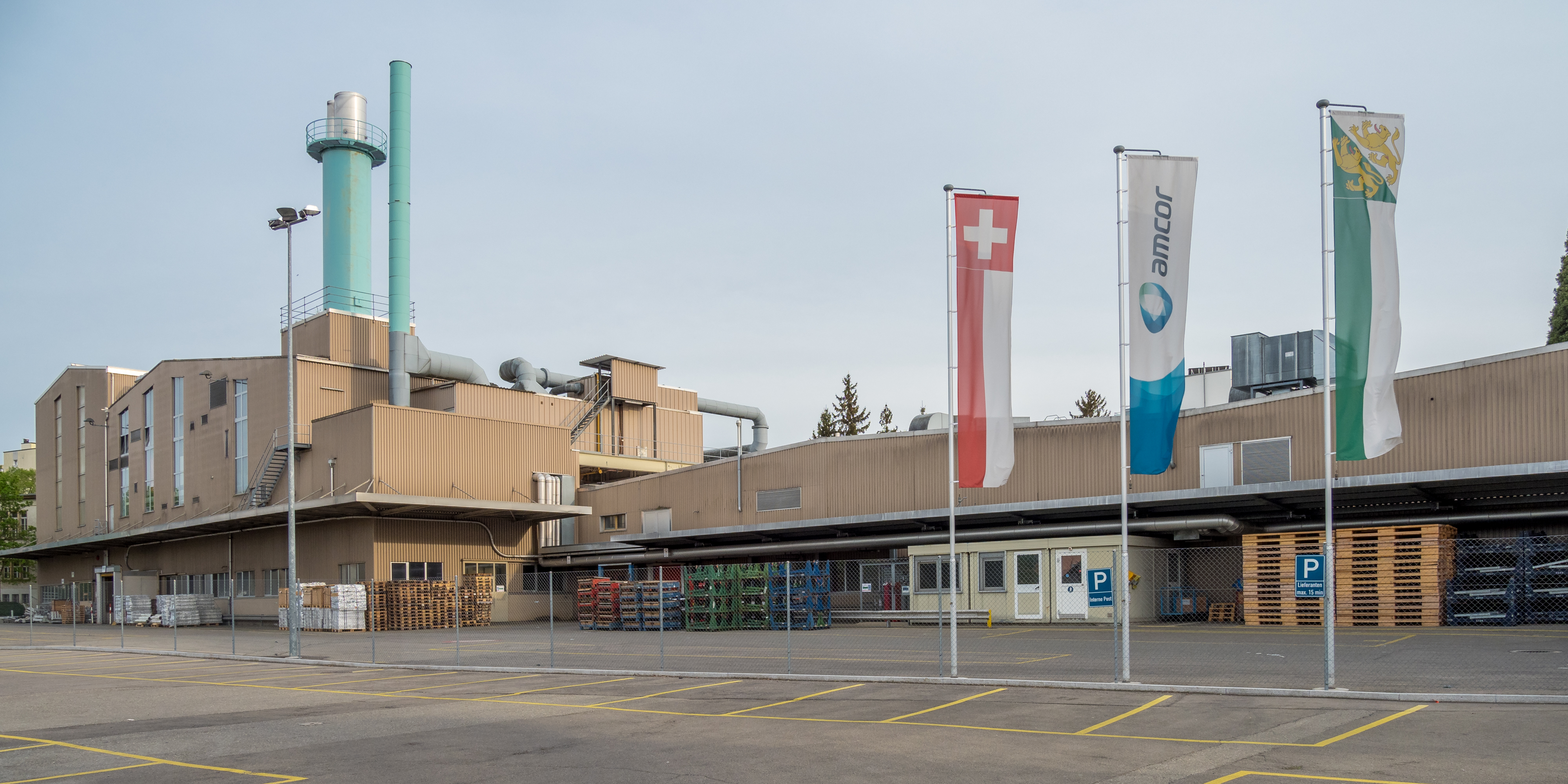
Fabbrica della Amcor Flexibles AG a Kreuzlingen

Amcor Plc è un'azienda multinazionale di imballaggi; essa sviluppa e produce imballaggi flessibili, contenitori rigidi, cartoni speciali, chiusure e servizi per alimenti, bevande, prodotti farmaceutici, dispositivi medici, dispositivi per la cura della casa e della persona e altri prodotti.
Amcor è una società a doppia quotazione, infatti è quotata all'Australian Securities Exchange (ASX: AMC) e New York Stock Exchange (NYSE: AMCR).
Al 30 giugno 2021, l'azienda impiegava 46.000 persone e ha generato vendite per 12,8 miliardi di dollari USA in circa 200 sedi in oltre 40 paesi.
La multinazionale Amcor è inclusa in diversi indici del mercato azionario internazionale, tra cui il Dow Jones Sustainability Index, il CDP Climate Disclosure Leadership Index (Australia), l'MSCI Global Sustainability Index, l'Ethibel Excellence Investment Register e la FTSE4Good Index Series. 
Un rapporto della rivista Fortune Business Insights, nel 2021, indica la Amcor tra le aziende leader al mondo per la produzione di contenitori di plastica.

## Storia
Negli anni 1860, Samuel Ramsden, un giovane scalpellino dello Yorkshire, arrivò in Australia e fondò la prima cartiera dello stato Victoria sulle rive del fiume Yarra, a Melbourne. 
Queste le origini della Australian Paper Manufacturers o (APM); nello stesso periodo, a St. Louis, Missouri, Judson Moss Bemis fonda l'attività di produzione di borse, JM Bemis & Company. 
Alla fine del XIX secolo, la Bemis era tra le più grandi imprese del suo genere al mondo, gestendo la durata dei loro prodotti dalla piantagione del cotone alla borsa manufatta finita.
La Australian Paper Manufacturers a causa dell'ampliamento dell'offerta produttiva, nel 1986, è stata ribattezzata Amcor Limited; ciò per meglio rappresentare l'ampia gamma dei prodotti fabbricati. Il logo dell'epoca, in grassetto marrone, indicava la carta e il legno con la "O" una rappresentazione grafica di un rotolo di carta.
Nell'aprile 2000, Amcor ha scisso la propria attività di stampa di carte per concentrarsi sull'imballaggio globale determinando lo spin-off dell'azienda Paperlinx.
Nel 2010 v'è stata, da parte di Amcor, l'acquisizione di parti di Alcan da Rio Tinto.
Lo stesso anno l'azienda ha presentato il suo logo globale per riflettere la nascita di una "nuova Amcor". È stata scelta una combinazione di colori verde e blu per indicare l'impegno di Amcor verso pratiche sostenibili. Il logo è rappresentato da cinque anelli che simboleggiano i cinque valori fondamentali dell'Azienda e la collaborazione tra collaboratori, clienti e comunità.
Nel tempo, a partire dal 1995 con 30 acquisizioni, la Amcor ha implementato una notevole politica espansionista. Tra le più importanti acquisizioni fatte, l'acquisto della Bemis Company nel 2019.
Oggi la Amcor è cresciuta diventando il leader mondiale nel packaging di consumo.
La Amcor possiede la partecipazione del 45% in Kimberly-Clark Australia, un'azienda di prodotti per la cura della persona e dei tessuti.

## Prodotti
Amcor sviluppa e produce imballaggi per l'uso di prodotti snack e prodotti dolciari, formaggi e yogurt, prodotti freschi, bevande e alimenti per animali domestici e contenitori in plastica rigida per marchi dei segmenti alimentare, delle bevande, farmaceutico e della cura della persona e della casa.
I cartoni speciali di Amcor realizzati con materiali plastici sono utilizzati per una vasta gamma di mercati finali, tra cui prodotti farmaceutici, sanitari, alimentari, alcolici e vino, prodotti per la cura della persona e per la casa.  Amcor sviluppa e produce anche chiusure per vino e alcolici.
A febbraio 2018, l'azienda ha commercializzato la sua tecnologia Liquiform, che utilizza il prodotto confezionato al posto dell'aria compressa per formare e riempire contemporaneamente contenitori di plastica ed elimina i costi associati al tradizionale soffiaggio, nonché alla movimentazione, al trasporto e allo stoccaggio di contenitori vuoti.
Nel 2021, Amcor si è classificata al 7 ° posto nella "Top 40 Tax Dodgers in Australia" di Michael West. Sempre nel 2021 la Amcor è diventata la prima azienda globale di imballaggi diversificati a riferirsi allo standard di imballaggio del Sustainability Accounting Standards Board (SASB). Inoltre, la Amcor ha sviluppato nel 2021 un packaging sanitario interamente riciclabile a base di Polietilene-termoformato (New AmSky™).
La Amcor ha diverse linee di produzione specializzate:
- Beverages
- Food
- Healthcare
- Home Care
- Personal Care
- Pet Care
- Technical Applications
- Specialty Cartons